# Michele Di Gregorio
Michele Di Gregorio (sinh ngày 27 tháng 7 năm 1997) là cầu thủ bóng đá người Ý thi đấu ở vị trí Thủ môn cho câu lạc bộ Juventus theo thỏa thuận cho mượn từ Monza. Anh từng nhận danh hiệu Thủ môn xuất sắc nhất mùa giải Serie A 2023–24.

## Sự nghiệp câu lạc bộ
Di Gregorio sinh ra tại Milan và là sản phẩm của học viện đào tạo trẻ Inter Milan.

### Monza
Ngày 27 tháng 8 năm 2020, Di Gregorio được đem cho đội bóng vừa thăng hạng Serie B là Monza mượn trong một mùa bóng. Sau một mùa giải, anh tiếp tục được Monza mượn kèm điều khoản phải mua đứt anh từ Inter Milan khi đạt đủ điều kiện. Kết thúc mùa bóng 2021-22, Monza thăng hạng Serie A và điều khoản mua đứt Di Gregorio cũng được kích hoạt.
Di Gregorio giành danh hiệu Thủ môn xuất sắc nhất mùa giải Serie A 2023–24 với thành tích giữ sạch lưới 14 trận và đễ thủng lưới 35 bàn sau 33 trận.

### Juventus
Ngày 5 tháng 7 năm 2024, Di Gregorio chuyển đến Juventus theo bản hợp đồng cho mượn có thời hạn 1 năm trị giá 4,5 triệu € kèm điều khoản Juventus phải mua đứt anh vào cuối mùa giải với phí chuyển nhượng 13,5 triệu €, cùng khoản cộng thêm tùy vào thành tích tối đa 2 triệu €. Anh có trận ra mắt Juventus trong trận thắng 3-0 trước Como 1907 ở vòng một Serie A 2024–25 ngày 19 tháng 8 năm 2024. Ngày 2 tháng 10, ở lượt trận thứ hai UEFA Champions League 2024–25, Di Gregorio bị thẻ đỏ trực tiếp sau khi bị xác định cản bóng bằng tay ngoài vòng cấm nhưng Juventus sau đó ghi hai bàn trong thế thiếu người để thắng ngược RB Leipzig 3-2.

## Sự nghiệp đội tuyển quốc gia
Trong đợt tập trung của đội tuyển Ý cho các trận đấu với Bỉ và Israel tại UEFA Nations League vào tháng 10 năm 2024, Di Gregorio được huấn luyện viên Luciano Spalletti lần đầu tiên triệu tập vào đội tuyển.